# Предводитель (фильм)
«Предводитель» (там. தலைவா, Thalaivaa) — индийская криминальная драма режиссёра А. Л. Виджая, снятая на тамильском языке и вышедшая в прокат 8 августа 2013 года. Главные роли исполнили Виджай и Амала Пол. Сюжет рассказывает о молодом человеке, выросшем в Австралии, который приезжает в Индию и обнаруживает, что его отец является криминальным авторитетом.

## Сюжет
В 1988 году во время погромов в Мумбаи грузчик Рамадураи становится на защиту всех тамилов, живущих в городе. Его жену расстреливают его противники, и он решает отправить сына за границу вместе со своим другом, чтобы с ним не случилось того же.
Вишва вырастает в Сиднее. Он занимается современными танцами и зарабатывает на жизнь, работая в компании по доставке воды. Развозя товар, он встречает Миру, дочь одного из клиентов, владеющего рестораном. Девушка присоединяется к его танцевальной труппе, и Вишва влюбляется в неё. Он просит её руки у отца, но тот требует сначала встретиться с отцом Вишвы. Втроём они едут в Мумбаи, где обнаруживается, что его отец местный криминальный авторитет. Узнав об этот отец Миры заявляет, что возвращается в Австралию. Рамадураи приходит отговорить его от этого, и тут выясняется, что всё это ловушка для него. Мира и её отец — полицейские под прикрытием, чьё задание арестовать отца Вишвы. Они не могли найти его сами, поэтому использовали его сына. Рамадураи берут под стражу, но в тот же день он погибает от бомбы, заложенной его врагами.
Главный враг Рамадураи — Бхима, сын убитого им националиста Бадры, берёт Мумбаи под свой контроль. Дядя Вишвы, Ранга пытается отослать племянника назад в Австралию. Однако ночью на Вишву нападают люди Бхимы. Вишва убивает их всех и попадает под арест в полицию. Мира навещает его в участке и, подозревая, что Бхима готовит налёт, чтобы убить своего врага, помогает людям Вишвы его освободить. На следующий день она привозит его в суд, где за недостатком улик с него снимают все обвинения. Вишва остается в Мумбаи и занимает место своего отца.
Чтобы снизить популярность и влияние Вишвы, люди Бхимы организуют беспорядки. Это снимает на камеру оператор со свадьбы, проходящей неподалёку, однако его ловят и убивают. Вишва прибывает на место погромов и берёт пострадавших под свою защиту. Тем временем, человек Бхимы приходит в полицию и заявляет, что он устроил беспорядки по приказу Вишвы. Сам Вишва узнав, что оператор со свадьбы был убит, начинает подозревать, что это как-то связано с причиной погромов.
Он едет в студию к оператору, где застаёт человека Бхимы. Тот признаётся, что оператора убили из-за сделанной им записи, однако при нём её не оказалось. Вишва и Бхима одновременно понимают, что кассету мог вытащить карманник, и отправляются на его поиски. Вишва успевает первым и передает запись прессе. Бхима попадает под суд, но сбегает из тюрьмы. Мира получает задание взять его живым или мёртвым.
Чтобы отомстить, Бхима нападает на людей Вишвы в ночь Махашиваратри, когда они напиваются в честь праздника. Выживает только сам Вишва, которого прячет спасённая им гуджаратская девушка. Придя в себя, Вишва получает звонок от Бхимы, который угрожает убить его дядю, если Вишва не придёт к нему на встречу один. Вишва приходит спасти родственника, но получает от него нож в спину.

## В ролях
- Виджай — Вишва Рамадураи / Вишва-бхаи
- Амала Пол — Мира Нараянан
- Сатьярадж — Рамадураи, отец Вишвы
- Абхиманью Сингх[англ.] — Бхима-бхай
- Сантанам[англ.] — Логу, друг Вишвы
- Понваннан[англ.] — Ранга, дядя Вишвы
- Манобала — помощник Рамадураи
- Суреш[англ.] — Нараянан, отец Миры
- Нассер[англ.] — Ратнам, отец Логу
- Рекха[англ.] — Ганга, мать Вишвы
- Раджив Пиллаи[англ.] — Раджу, человек Вишвы
- Рагини Нандвани[англ.] — Гаури, гуджаратская невеста
- Удайя[англ.] — Кумар, оператор
- Й. Дж. Махендра[англ.] — адвокат Радхакришнан
- Рави Пракаш[англ.] — Кесав, застройщик
- Динеш — камео в песне «Vaanganna Vanakkanganna»

## Производство
Впечатлённый фильмом «Мадрас — любовь моя» режиссёра А. Л. Виджая, актёр Виджай предложил ему сделать проект вместе. Осуществлению этого плана поспособствовал продюсер Чандрапракаш Джайн. Убедившись, что у того есть время для съёмок, режиссёр встретился с актёром, пересказал ему сюжет будущего фильма и получил окончательное согласие.
В качестве героини рассматривалась актриса Ями Гаутам, но выбрана была Амала Пол, которая уже работала с режиссёром в фильме «Дитя луны».
Важная роль досталась Сатьяраджу, ранее снявшемуся с Виджаем в комедии «Друг».
Антагонистом, по слухам, должен был стать певец Виджай Йесудас,
но они не подтвердились, и отрицательную роль исполнил Абхиманью Сингх.
Последним, уже после начала съёмок, к актёрскому составу присоединился Удайя, брат режиссёра, которому была отведена эпизодическая, но немаловажная роль.
Запуск работы над фильмом с традиционной молитвой был проведён 16 ноября 2012 года в Ченнаи.
Через неделю начались непосредственно съёмки в Мумбаи.
В январе с участием 500 юных артистов был снят музыкальный номер на песню «Thalaivaa Thalaivaa».
К февралю было отснято 50 % материала, включая две песни.
В начале марта в Binny Mills с участием шестерых танцоров был снят ещё один музыкальный номер, после чего съёмочная группа отправилась в Австралию,
где пробыла до 25 апреля.
К маю съёмки фильма были завершены, и он перешёл в стадию постпродакшна.

## Саундтрек
Все тексты написаны Н. Муттуккумаром.
| №                   | Название                  | Исполнители                            | Длительность |
| ------------------- | ------------------------- | -------------------------------------- | ------------ |
| 1.                  | «Tamil Pasanga»           | Бэнни Дайял, Sheezay.Psycho Unit       | 5:06         |
| 2.                  | «Yaar Indha Saalai Oram»  | Дж. В. Пракаш Кумар, Сайндхави         | 5:12         |
| 3.                  | «Vaanganna Vanakkanganna» | Виджай, Сантанам                       | 5:31         |
| 4.                  | «Sol Sol»                 | Виджай Пракаш, Абхай Джодпуркар, Мегха | 5:46         |
| 5.                  | «The Ecstacy of Dance»    | Киран, Chennai Symphony                | 2:08         |
| 6.                  | «Thalapathy Thalapathy»   | Харичаран, Пуджа Вайдьянат, Зия Ухлак  | 5:36         |
| 7.                  | «Thalaivaa Theme»         | Дж. В. Пракаш Кумар                    | 2:46         |
| Общая длительность: | Общая длительность:       | Общая длительность:                    | 31:25        |

## Критика
| Рейтинги           | Рейтинги                                                                                |
| Издание            | Оценка                                                                                  |
| ------------------ | --------------------------------------------------------------------------------------- |
| The Times of India | 3 из 5 звёзд · 3 из 5 звёзд · 3 из 5 звёзд · 3 из 5 звёзд · 3 из 5 звёзд                |
| Rediff.com         | 3 из 5 звёзд · 3 из 5 звёзд · 3 из 5 звёзд · 3 из 5 звёзд · 3 из 5 звёзд                |
| Behindwoods.com    | 2,75 из 5 звёзд · 2,75 из 5 звёзд · 2,75 из 5 звёзд · 2,75 из 5 звёзд · 2,75 из 5 звёзд |
| IndiaGlitz         | 3 из 5 звёзд · 3 из 5 звёзд · 3 из 5 звёзд · 3 из 5 звёзд · 3 из 5 звёзд                |

The Times of India отметила, что фильм явно вдохновлён лентами «Герой» (1987) и «По стопам отца» (2005), добавив, что он «является хорошей попыткой пересказать мафиозные истории былого. И Мумбаи был использован более эффективно, чем в большинстве фильмов Болливуда».
Барадвадж Ранган из The Hindu написал, что, в отличие от Nayakan, картина «ограничивает себя шаблоном „герой против злодея“», но единственный главный недостаток — это длина.
Отзыв в Deccan Chronicle назвал стоящими Виджая в драках и танцах, музыку Дж. В. Пракаша и персонажа Сатьяраджа, а недостатками — сильно «инспирированную» сюжетную линию, медленную вторую половину и неубедительную игру Виджая в качестве дона мафии. Нандини Рамнат из Mint сравнила его с фильмами Амитабха Баччана 1970-х и 1980-х годов, чьё имя стало синонимом рассерженного мстителя за родителей.
Рецензия на сайте NDTV заметила, что хотя первая половина фильма содержит много веселья, вторая вышла медленной и затянутой, а режиссёру следовало сократить его на полчаса.
С. Сарасвати из Rediff.com заключила, что «хотя сюжет не нов и ему не хватает темпа, фильм имеет достаточно поворотов сюжета, чтобы увлечь аудиторию».
Syfi добавил, что «Предводитель» был бы лучше, будь он ярче и короче.
Behindwoods.com написал, что фильм «не откровенно коммерческий, сделанный явно для тех, кто ожидает равных частей романтики, комедии и боевика, но более легко смотрящийся в жанре „Крестный отец“».
IndiaGlitz назвал его «нечто средним между первоклассным гангстерским кино и колоритный драматическим боевиком».

## Награды и номинации
| Награды и номинации            | Награды и номинации             | Награды и номинации                 | Награды и номинации | Награды и номинации |
| ------------------------------ | ------------------------------- | ----------------------------------- | ------------------- | ------------------- |
| Награда                        | Категория                       | Номинант                            | Результат           | Ссылка              |
| Edison Awards                  | Лучшая роль второго плана       | Суббу Панчу                         | Победа              | [ 29 ]              |
| Vijay Awards                   | Любимый герой                   | Виджай                              | Победа              | [ 30 ]              |
| Vijay Awards                   | Любимая героиня                 | Амала Пол                           | Номинация           |                     |
| Vijay Awards                   | Лучшая хореография              | Шридхар («Tamizh Pasanga»)          | Номинация           | [ 31 ]              |
| Filmfare Awards South (Тамили) | Лучший мужской закадровый вокал | Дж. В. Пракаш («Yaar Indha Salai»)  | Номинация           | [ 32 ]              |
| Filmfare Awards South (Тамили) | Лучший женский закадровый вокал | Сайндхави («Yaar Indha Salai»)      | Номинация           | [ 32 ]              |
| SIIMA Awards (Тамили)          | Лучшая постановка танцев        | Гаятри Рагурам («Yaar Indha Salai») | Номинация           | [ 33 ]              |